# 2-я улица Марьиной Рощи
2-я улица Ма́рьиной Ро́щи — улица на севере Москвы в районе Марьина Роща Северо-Восточного административного округа, между улицей Сущёвский Вал и 6-м проездом Марьиной Рощи.

## Улицы и проезды Марьиной Рощи. История
Местность Марьина Роща при застройке была разделена четырьмя номерными продольными улицами и 17 также номерными поперечными проездами. Система нумерации проездов складывалась постепенно. В XIX веке получили названия 1—7-й проезды, находившиеся «до железной дороги», и 1—7-й проезды «за железной дорогой», а проезд, расположенный вдоль ж. д. назывался Дорожный или Брестский (линия выводила к Брестскому, ныне Белорусскому, вокзалу). Было очевидно неудобство применённой системы, постоянно приводившее к недоразумениям. Поэтому в 1929 году была принята единая система нумерации с 1-го по 15-й проезд. В 1930 году к ним были добавлены 16-й и 17-й проезды. При последующих планировках были утрачены 1-я улица, 7-й, 16-й проезды.

## Расположение
2-я улица Марьиной Рощи проходит с юга на север, начинаясь от Сущёвского Вала параллельно Шереметьевской улицы, пересекает с 1-го по 6-й проезды Марьиной Рощи и заканчивается около железнодорожных линий Алексеевской соединительной линии (перегон Станколит—Ржевская) и Рижского направления (перегон Москва-Рижская—Дмитровская).

## Примечательные здания и сооружения
- № 14 — жилой дом. Здесь жил народный артист РСФСР Николай Рыбников (1930—1990) со своей женой актрисой Аллой Ларионовой (1931—2000)[1]
- № 20, корпус 2 — детский сад № 63;
- № 22 — жилой дом. Здесь жил живописец Борис Голополосов[2]. В доме размещается отделение связи № 594-И-129594.